# Сахат-кула у Подгорици
Сат-кула (тур. Saat Kulesi) у Подгорици је грађевина која се налази на Тргу Бећир-бега Османагића у насељу Стара Варош у Подгорици. То је ријетка подгоричка грађевина која је преживела немачко бомбардовање Подгорице у Другом светском рату. Висока је 16 метара.

## Историја
Сат-кула је саграђена 1667. године и дуго је била војно утврђење. Саградио ју је турски везир Хаџи-паша Османагић. Према изворима сат на кули је наручен из Италије. Дуго времена је служила за одбрану и као градски сат. Сахат кула је висока 16 метара и дрвеним подијумима подијељена на четири нивоа, који дневну свјетлост добијају кроз камене отворе на зиду. Градитељ куле је из Италије донио сат, на коме је уградио звоно и тегове. Између два свјетска рата, било је предвиђено да се на кули поставе још три сата, са казаљкама, како би грађани са свих страна могли пратити вријеме. Са источне стране Старе вароши није било бедема, већ је био ископан шанац, обзидан камењем, широк осам, а дубок три метра. Отвореност Старе вароши према бунтовним брђанима учинила је да Сахат кула током немирних времена служи и као осматрачница, а простор око ње и  мјесто одакле се одлазило у одбрану града. Поред ње се налазила и Зетска капија, која је била највећа и најпрометнија од четири градске капије кроз које је једино био могућ улазак у град.
Око 1890. по ослобођењу Подгорице од Турака, на врху грађевине је постављен крст и који је од тада непрекидно стајао на Сат-кули, а који је скинут приликом реконструкције 2017. године коју је финансирала турска организација "Тика", што је изазвало буру негодовања становништва и захтјев да се крст врати на кулу, крст је прије уклањања стајао 100 година на сахат кули.
Данас је ова сат-кула важан историјски симбол Подгорице и Црне Горе. Реновирана је у јануару 2012. године, када је стављен нови дигитални механизам, увезен из Француске, али његова спољашњост је остала иста. Од тада, сат опет показује тачно вријеме